# Георги Сапунджиев
Георги Делчев Сапунджиев е български писател и електроинженер, старши научен сътрудник.

## Биография и творчество
Георги Делчев Сапунджиев е роден на 2 май 1938 г. в София. Завършва гимназия с пълно отличие и е награден с медал.
Първите си статии публикува във в-к „Техническо дело“ като студент. На 29 г. защитава докторска дисертация, а на 32 години се хабилитира.
Той е дългогодишен директор на Института за комплексни транспортни проблеми. Бил е съветник на Министъра на транспорта, началник на управление. Осем години работи в международна организация в чужбина. Председател е на Асоциацията на научните работници в транспорта.
Автор е на над 150 научни трудове и публикации, вкл. на руски, немски и китайски език. Автор на 14 книги, 5 от които са в областта на философията, публицистиката, алегорични приказки и кратки разкази: „Светът и България – деградация на морала (Песимистична история за света и България)“, „Нищета на духа“, „Приказка за доброто и злото“, „Бунтът на дупките“, „Калигула в София“. Автор на три книги с поезия.
Книгата „Калигула“ в София е дигитализирана и се намира в някои от най-големите библиотеки в света: Библиотеката на Американския конгрес, Библиотеката на Руската академия на науките и в Университетската библиотека на щата Индиана.
Награждаван е с ордени и медали, вкл. Народен орден на труда златен, орден Червено знаме на труда и за съвместна научна разработка с медал от името на Президиума на Върховния Съвет на СССР, както и на златен медал „Асен Златаров“.
Има редица социално-ангажирани публикации – срещу компанията Хилд, транспортните задръствания, замърсяването на въздуха в София и др. Известен е с народно-психологичните си коментари по телевизиите.

## Произведения
- „Проблеми на качеството в транспорта“ (1984) – изд. „Техника“, София
- „Нищета на духа“ (2003) – ИК „Феномен 21“, София
- „Светът и България – деградация на морала: Песимистична теория за света и България“ (2004) – изд. „Сиела“, София
- „Приказка за доброто и злото или Чудните приключения на Дилянка“ (2005) – изд. „ИК Феномен“, София
- „Бунтът на дупките: Тъжни разкази“ (2005) – изд. „Дамян Яков“, София
- „Калигула в София: Сатири и миниатюри“ (2006) – изд. „Аранеус“, София[1]
- „Моят дом си ти!“ – биографични данни за Г.Сапунджиев (2016)-изд. „Жар“. София.